# Bröd och skådespel

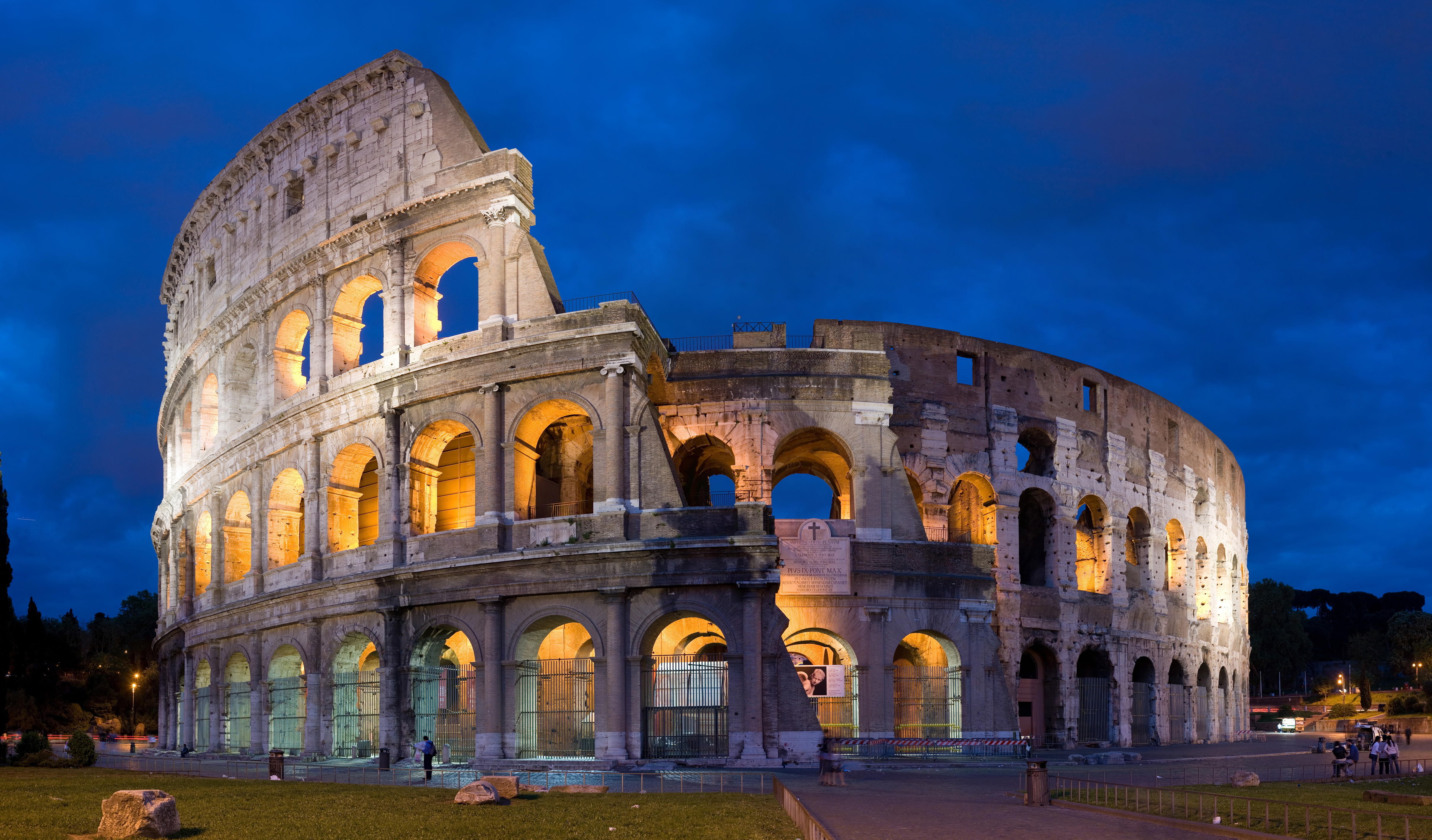
Colosseum i Rom var en plats för de skådespel som de romerska makthavarna erbjöd folket.

Bröd och skådespel (latin: panem et circenses) är ett uttryck från romartiden då romerska imperiet erbjöd romarna gladiatorspel och annan underhållning i kombination med brödransoner för att romarna skulle hålla sig lugna och nöjda och inte protestera.
Uttrycket bröd och skådespel nämndes första gången av den romerske diktaren Juvenalis som under det första århundradet efter Kristi födelse beskrev vad han menade var undergången för den romerska civilisationen. Han ansåg att romarna hade blivit svaga medborgare långt ifrån de stolta och heroiska romerska traditionerna. Juvenalis talade hånfullt om bröd och skådespel om de ransoner av bröd och spannmål (cura annonae) som den romerska aristokratin delade ut till de lägre klasserna, i kombination med stora skådespel (ludi). Gåvorna blev ett sätt att distrahera de lägre klasserna från rådande samhällsproblem och de övre klassernas överflöd. Orden var i sig en kritik mot regeringsmakten som var tvungen att distrahera romarna för att undvika protester.